# Заповедник Мотитханг-такин
Заповедник Мотитханг-такин (англ. Motithang Takin Preserve) — заповедная зона в бутанской провинции Тхимпху в Королевстве Бутан.

## История
Когда в мини-зоопарк в Тхимпху заселили небольшое количество такинов, король Бутана посчитал неприличным для буддийской страны содержать животных в неволе по религиозным и экологическим причинам. Поэтому он приказал выпустить животных и закрыть мини-зоопарк. Ко всеобщему удивлению, такины, известные своим покладистым характером, отказались покидать ближайшие окрестности и неделями бродили по улицам Тхимпху в поисках еды.
Учитывая, что животные стали практически одомашненными, было решено содержать их в закрытой лесной среде обитания на окраине Тхимпху, для чего в регионе Мотитханг был создан заповедник. Для заповедника была выделена и огорожена территория площадью 3,4 га. В 2004 году совместными усилиями Королевского правительства Бутана и Всемирного фонда дикой природы территория заповедной зоны была существенно облагорожена. В заповеднике находятся преимущественно такины, но также имеются несколько замбар и мунтжаки. Заповедник Мотитанг Такин стал неотъемлемой частью города Тхимпху и постоянно привлекает посетителей. Администрация заповедника планирует расширить представительство животного мира, представив других редко встречающихся животных Бутана, таких как малая панда и гималайский сероу.